# تينانتيت
تينانتيت هو معدن من معادن أملاح السلفو لفلز النحاس مع الكبريت والزرنيخ؛ ولوحدته البلورية الصيغة الكيميائية Cu12As4S13. يتبلور المعدن وفق نظام بلوري مكعب، وبلوراته كتلية حيدة التشكل ذات لون رمادي.
وصف هذا المعدن لأول مرة سنة 1819، وأطلقت عليه هذه التسمية نسبة إلى الكيميائي سميثسون تينانت.